# Molnár János (kanonok)
Vajkai Molnár János (Lengyeltóti, 1817. december 12. – Kecel, 1886. május 20.) esperes-plébános és címzetes kanonok.

## Élete
Molnár János uradalmi tiszt és Csigó Róza fia. Középiskolai tanulmányait Kaposvárt és Pécsett végezte. 1837-ben nyert felvételt a kalocsai egyházmegyébe és 1841. augusztus 16. szenteltetett fel miséspappá. Segédlelkész volt Topolyán, Baracskán, Petrovoszellón, Szenttamáson, Óbecsén és Kalocsán. 1850-ben a kalocsai püspök mellett hitszónok, 1853-ban szentbenedeki, 1863-ban keceli plébános lett; 1870-ben alesperes, 1874. június 25-én címzetes kanonok. 1881-ben nyugalomba vonult. 
A katolikus irányú lapokba egész életén át sokat dolgozott, így az Idők Tanújába, Pesti Hirnökbe és a Magyar Államba (saját nevén és Dunaparti álnévvel vezércikkeket írt).